# Gliese 667 Ce
Gliese 667 Ce é um planeta extrassolar que orbita em torno da estrela Gliese 667 C, que é um membro do sistema estelar triplo Gliese 667 localizado a uma distância de 22,7 anos-luz (6,97 pc) a partir da Terra, nas proximidades da constelação de Scorpius. É um pouco menos maciço do que Gliese 667 Cc. Ele é uma superterra que está localizado na zona habitável do sistema estelar. Seu fluxo estelar é cerca de um terço do da Terra, mas pode hospedar uma quantidade substancial de água líquida na superfície se gases de efeito estufa estão presentes suficientemente.[carece de fontes?]

## Características físicas e habitabilidade
Gliese 677 Ce é uma superterra com uma massa de cerca de 3,12 vezes a massa da Terra e seu raio é 1,52 vezes ao raio da Terra. Está localizado na zona habitável de sua estrela Gliese 667 C, com um período orbital sideral de cerca de 62 dias. O planeta tem uma semelhança com a Terra de 60% (Marte é de 64%). Embora seja considerado possivelmente dentro da zona habitável, o planeta é muito frio. Supondo que ele tenha a mesma densidade atmosférica que a Terra, sua temperatura média seria de -49 °C, muito mais frio do que a da Terra, com 15 °C.